# Rufat Sherifi
Rufat Sherifi ist eine zeitgenössische Persönlichkeit des Islams in Nordmazedonien. Er ist der Leiter des Islamic Youth Forum (FRI), der größten Studentenorganisation in Nordmazedonien. Rufat Sherifi studierte Theologie an der Universität von Medina. Er ist der Vorsitzende der Hilfsorganisation „Kalliri i Mirësisë“. Er war einer der Unterzeichner der Botschaft aus Amman (Amman Message), als einziger Unterzeichner aus Nordmazedonien.